# Accident de camion du Chiapas
L'accident de camion du Chiapas est survenu le 9 décembre 2021, lorsqu'un accident de la circulation s'est produit dans l'État mexicain du Chiapas lorsqu'un camion de fret transportant plus de 180 migrants s'est renversé. Au moins 55 personnes ont été tuées et plus d'une centaine ont été blessées.

## Contexte
Ces dernières années, l'État du Chiapas, situé au sud du Mexique, qui borde le Guatemala, a connu une forte augmentation du nombre de migrants d'Amérique centrale de passage pour tenter d'atteindre les États-Unis. Les autorités mexicaines découvrent régulièrement que des migrants sont entassés dans des véhicules lors de leur passage clandestin à travers le pays, dont 600 migrants de 12 pays découverts à l'arrière de deux camions à Veracruz en novembre 2021.
L'accident est l'incident le plus meurtrier impliquant des migrants traversant le Mexique depuis le massacre de San Fernando en 2010, lorsque 72 migrants ont été tués par balles par des membres du cartel de la drogue de Los Zetas dans l'État de Tamaulipas, au nord du pays.

## Accident
Le 9 décembre 2021, un camion de fret a quitté le Guatemala pour Veracruz, transportant plus de 150 migrants dans son conteneur de fret. La plupart des migrants venaient du Guatemala, comme l'a confirmé l'ambassadeur du Guatemala au Mexique, Mario Búcaro . Cependant, Jordán Rodas, le plus haut responsable des droits humains du Guatemala, a déclaré qu'il est possible qu'environ 200 migrants aient été entassés dans le conteneur du véhicule.
Le conducteur a perdu le contrôle du véhicule sur l'autoroute fédérale mexicaine 190 (en) entre Chiapa de Corzo et la capitale de l'État, Tuxtla Gutiérrez, à environ 10 kilomètres de Tuxtla, vers 15 h 30 heure locale. Selon des témoins et des survivants, le camion roulait à des vitesses excessives et s'est renversé en circulant dans un virage. Il s'est écrasé dans la base d'un pont piétonnier en acier et son conteneur de fret a été brisé. Le survivant Celso Pacheco, un migrant guatémaltèque, a déclaré que le camion semblait avoir perdu le contrôle sous le poids de sa cargaison humaine.
Les secouristes qui sont arrivés pour la première fois sur les lieux ont fait remarquer qu'ils avaient vu des migrants qui se trouvaient dans la caravane fuyant l'accident, craignant d'être arrêtés par des agents d'immigration et par la suite expulsés. Un certain nombre d'entre eux étaient ensanglantés et boitaient, ayant subi de nombreuses blessures. Les habitants ont déclaré aux médias que le conducteur du camion avait fui par le Río Grijalva peu de temps après l'accident. Le consul guatémaltèque à Tuxtla Gutiérrez a aidé à transférer les blessés vers les hôpitaux de la région[réf. nécessaire].

## Victimes
Au moins 55 personnes sont mortes et 105 autres ont été blessées. La plupart des victimes seraient des migrants d'Amérique centrale du Guatemala et du Honduras, bien que la nationalité exacte de chaque victime n'ait pas encore été confirmée. Alejandro Martín, un responsable des pompiers, a confirmé la présence de plusieurs mineurs parmi les morts.
Le gouverneur du Chiapas, Rutilio Escandón, a déclaré que 49 personnes sont mortes sur les lieux et cinq autres alors qu'elles recevaient des soins médicaux. Luis Manuel Moreno, chef du bureau de la défense civile de l'État du Chiapas, a déclaré qu'environ 21 des blessés étaient grièvement blessés et ont été transportés dans des hôpitaux voisins. 24 autres personnes voyageant dans le véhicule sont indemnes.

## Conséquences
Peu de temps après avoir appris la nouvelle, le président Andrés Manuel López Obrador a tweeté que l'accident était « très douloureux » et qu'il « regrette profondément la tragédie ». Le secrétaire aux Affaires étrangères, Marcelo Ebrard, a également exprimé ses condoléances et annoncé que les ministères des Affaires étrangères des pays touchés avaient été contactés[réf. nécessaire].
Le gouverneur Rutilio Escandón a également déploré la tragédie et a assuré via Twitter qu'il avait donné des instructions pour apporter « une attention et une assistance rapides aux blessés ». Il a ajouté que « la responsabilité est déterminée conformément à la loi ».
L'Institut national de l'immigration (en) du Mexique a déclaré qu'il offrirait un logement et des visas humanitaires aux survivants et que les autorités aideraient à identifier les morts et couvriraient les frais funéraires ou le rapatriement de leurs restes dans leur pays d'origine.